# شمشاد
الشمشاد أو البقس أو العثق أو الشمشير أو الشمشار (الاسم العلمي:Buxus) هو جنس من النباتات المعمرة يتبع الفصيلة الشمشادية من رتبة الشمشاديات. أنواعه عديدة منها الأشجار والشجيرات والجنبات المتسلقة. معظمها بري وبعضها تزيني. أوراقها صغيرة القد متقابلة. نصالها إهليلجية الشكل قصيرة الأذينات الدقيقة. أخشابها شديدة الصلابة تستعمل في صناعة الحفر والتنزيل. أشهر انواعه التزيينية الشمشاد الدائم الخضرة.

## أنواع الشمشاد
- شمشاد دائم الخضرة
- شمشاد شجري
- شمشاد صغير الأوراق
- شمشاد ليموني الأوراق
- شمشاد مفلطح الأوراق
- شمشاد ماكواني
- شمشاد نياسالاندي
- شمشاد فاهلي
- شمشاد إكماني
- شمشاد أزغب
- شمشاد أليف الجبال
- شمشاد أليف الصخور
- شمشاد باهامي
- شمشاد بلياري
- شمشاد بنغويلي
- شمشاد بورتوريكي
- شمشاد بيضاوي
- شمشاد تاريخي
- شمشاد ثلاثي الأجنحة
- شمشاد ثنائي المسكن
- شمشاد أجعد
- شمشاد جميل
- شمشاد حليمي
- شمشاد خطي الأوراق
- شمشاد رايتي
- شمشاد رفيع الأوراق
- شمشاد زغبي الأوراق
- شمشاد زيتوني
- شمشاد سميك الأوراق
- شمشاد سناني الأوراق
- شمشاد صيني
- شمشاد عريض القلم
- شمشاد عنيبي
- شمشاد غليظ الأوراق
- شمشاد قصير الساق
- شمشاد قلبي
- شمشاد كابوروني
- شمشاد كبير الأوراق
- شمشاد كبير الثمار
- شمشاد كلسي
- شمشاد كليل
- شمشاد كوبي
- شمشاد لوهيري
- شمشاد ليزوسكي
- شمشاد مبتور
- شمشاد متباين الأوراق
- شمشاد متجمع
- شمشاد متراكب
- شمشاد متصلب الأوراق
- شمشاد مدبب
- شمشاد مدغشقري
- شمشاد مستدق
- شمشاد مكسيكي
- شمشاد ملتف
- شمشاد مولرياني
- شمشاد ناعم
- شمشاد نتالي
- شمشاد نضر الثمار
- شمشاد نهري
- شمشاد هامشي
- شمشاد هلدبرندي
- شمشاد همبيرتي
- شمشاد هنري
- شمشاد واليشياني
- شمشاد ورقي
- شمشاد يوناني جنوبي